# Východní Čína

Úřední definice Východní Číny: část ovládaná Čínskou lidovou republikou je vyznačena tmavší barvou, část ovládaná Čínskou republikou světlejší barvou

Východní Čína (čínsky v českém přepisu Chua-tung, pchin-jinem Huádōng, znaky zjednodušené 华东, tradiční 華東) je označení pro příbřežní oblast na východě Čínské lidové republiky. Často je její rozsah pojímán poměrně volně, ale existuje také úřední definice. Podle té do Východní Číny patří provincie An-chuej, Fu-ťien, Ťiang-su, Ťiang-si, Šan-tung a Če-ťiang a také
přímo spravované město Šanghaj.
Čínská lidová republika za součást Východní Číny považuje i celý Tchaj-wan, který je ovládán Čínskou republikou, a Čínskou republikou ovládanou část provincie Fu-ťien.